# Castillo de Villarreal de Huerva
El castillo de Villarreal de Huerva es una fortaleza del siglo XIV ubicada el municipio zaragozano de Villarreal de Huerva (España).

## Descripción
El castillo de Villarreal de Huerva ocupa el mismo emplazamiento que la Iglesia de San Miguel de la localidad y de él se conservan la torre campanario de la iglesia, a excepción del cuerpo de campanas que es un añadido posterior, otro torreón más y algo de muralla. Todo ello construido en buena piedra sillar, y el torreón, ahora exento de la iglesia, está rematado con almenas construidas en ladrillo.

## Historia
Situada en la Extremadura aragonesa, Villarreal y su castillo formaron parte de la Comunidad de Aldeas de Daroca, dentro de la Sesma de Langa y como toda la zona se vieron afectadas por los conflictos castellano aragoneses del siglo XIV, por lo que dada la datación del castillo, es muy probable, que al igual que otros castillos de la zona, se tratara de un castillo-refugio. [cita requerida]

## Catalogación
El Castillo de Villarreal de Huerva está incluido dentro de la relación de castillos considerados Bienes de Interés Cultural en virtud de lo dispuesto en la disposición adicional segunda de la Ley 3/1999, de 10 de marzo, del Patrimonio Cultural Aragonés. Este listado fue publicado en el Boletín Oficial de Aragón del día 22 de mayo de 2006.